# Kastraki
Kastraki (en griego, Καστράκι) es un yacimiento arqueológico situado en una colina al sur de la localidad de Almyrós, en la antigua región de Acaya Ftiótide, en la unidad periférica de Magnesia, en Grecia. Su nombre se debe a la presencia en la cima de la colina de los restos de un pequeño castillo.
Este yacimiento arqueológico está situado en una colina desde donde se podían controlar las vías de acceso hacia el monte Otris y con acceso a abundantes fuentes de agua.
Consta de un asentamiento que estuvo habitado en la Edad del Bronce, desde finales del periodo heládico antiguo III, que tuvo su apogeo en el periodo heládico medio y fue abandonado al principio del heládico reciente, aunque fue reocupado brevemente al final de este periodo. Además, se han hallado algunos restos de edificios del periodo clásico.
En el periodo de mayor apogeo, sus características lo relacionan con los de otros lugares arqueológicos contemporáneos próximos: Pefkakia, Dímini, Volos y Lianokladi. 
Se han encontrado restos arquitectónicos de todas las fases del heládico medio. En la fase del heládico medio II es donde se encontró la mayor cantidad de restos de cerámica.
Entre los hallazgos restos arquitectónicos del periodo heládico medio III se han encontrado cinco tumbas de cista donde fueron enterrados niños.